# 相羽駅
相羽駅（あいばえき）は岐阜県揖斐郡大野町大字相羽字二番割1054番地3にあった名古屋鉄道揖斐線の駅である。2005年（平成17年）4月1日に、揖斐線が廃線となったことにより廃止された。

## 歴史
揖斐線の前身である美濃電気軌道の手によって1926年（大正15年）に開業した。1948年（昭和23年）以降は無人駅となっている。
- 1926年（大正15年）4月6日 - 美濃電気軌道北方線の北方町駅（のちの美濃北方駅） - 黒野駅間の開業と同時に開設[2][3]。
- 1930年（昭和5年）8月20日 - 美濃電気軌道が名古屋鉄道（初代。同年中に名岐鉄道に改称し、1935年より名古屋鉄道に再改称）に合併。同社の揖斐線の駅となる[3]。
- 1948年（昭和23年）11月1日以前 - 無人化[4]。
- 2005年（平成17年）4月1日 - 揖斐線の廃止により廃駅[5]。

## 駅構造
- 1面1線の無人駅。
- 2024年時点ではホームが残っている。

### 配線図
| ← 黒野方面 | 相羽駅 構内配線略図 | → 忠節方面 |
| 凡例 出典: |                     |            |

## 利用状況
- 『名古屋鉄道百年史』によると1992年度当時の1日平均乗降人員は98人であり、この値は岐阜市内線均一運賃区間内各駅（岐阜市内線・田神線・美濃町線徹明町駅 - 琴塚駅間）を除く名鉄全駅（342駅）中337位、 揖斐線・谷汲線（24駅）中20位であった[1]。

## 駅周辺
- 八幡神社
- 相羽城址
- 相羽公民館
- 大野町立東小学校
- 旧北岡田家住宅
- 岐阜プラスチック工業 テクセル事業所[8]

## 代替交通手段

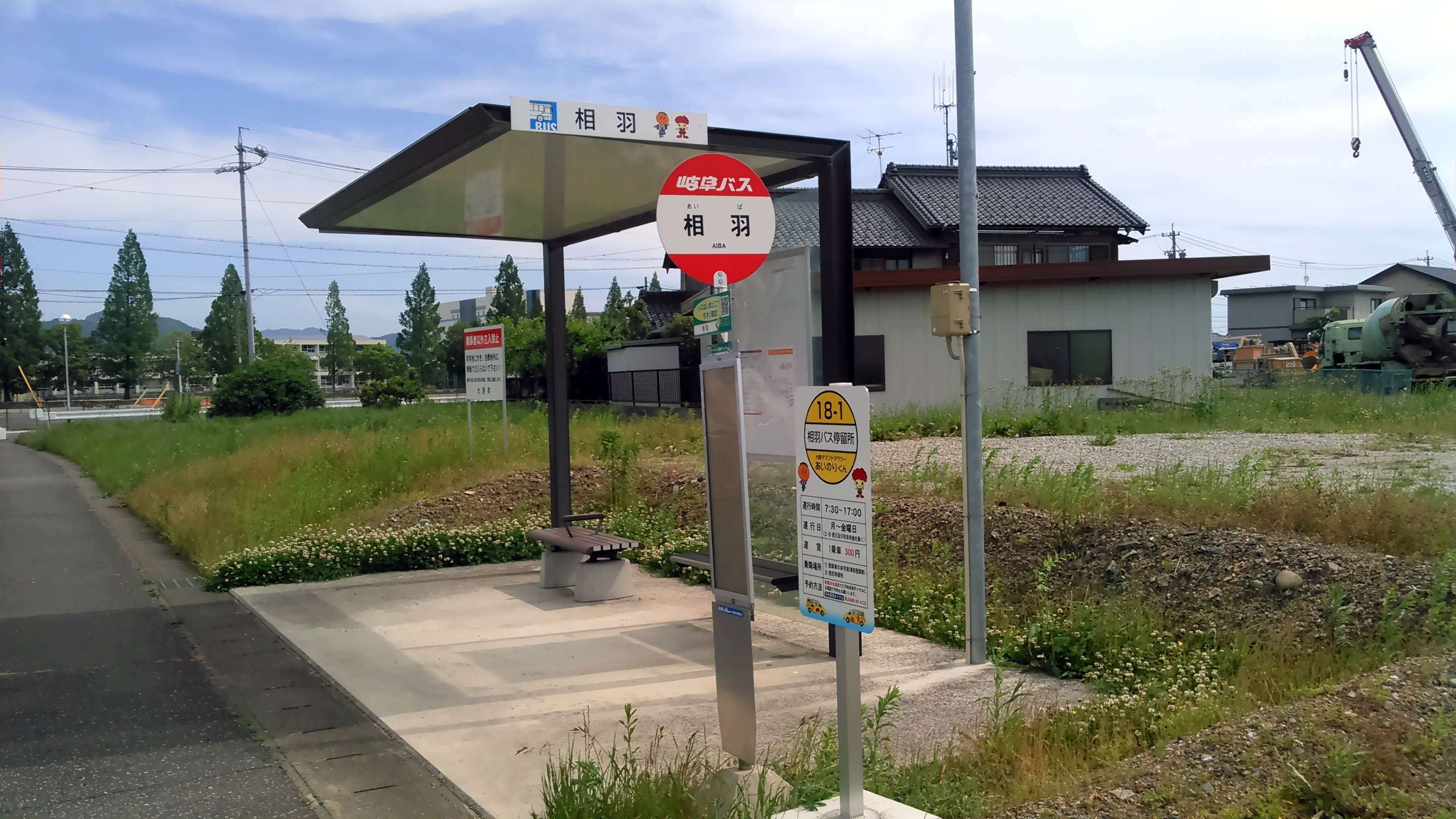
相羽バス停留所（2017年5月）

- 岐阜バス・大野デマンドタクシー[9][10][12]：相羽バス停留所（相羽駅跡から北東（大野町立東小学校）方向200メートル先）

## 隣の駅
名古屋鉄道
揖斐線
下方駅 - 相羽駅 - 黒野駅

## ギャラリー

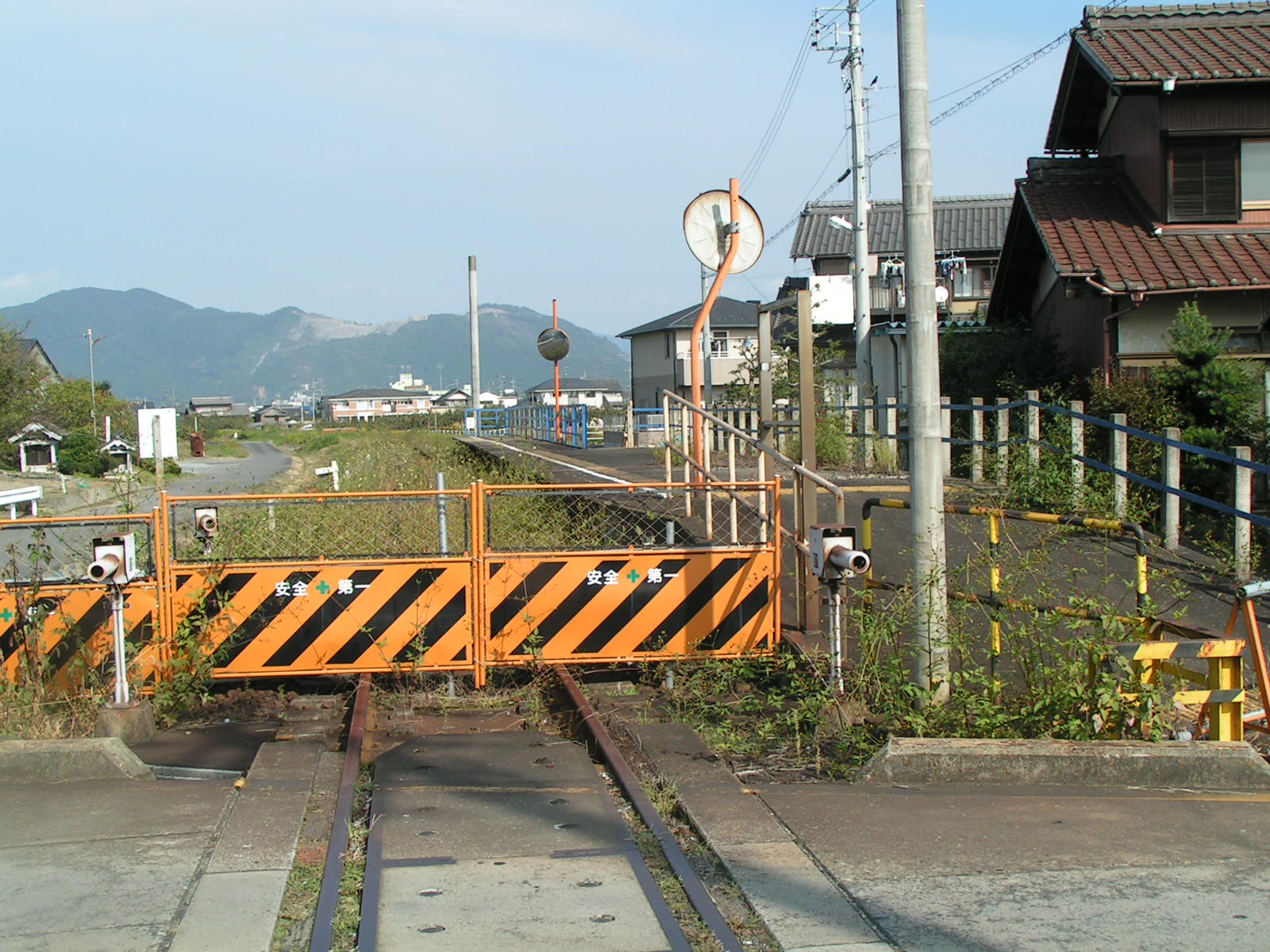
廃止直後のガードフェンス （2007年10月）
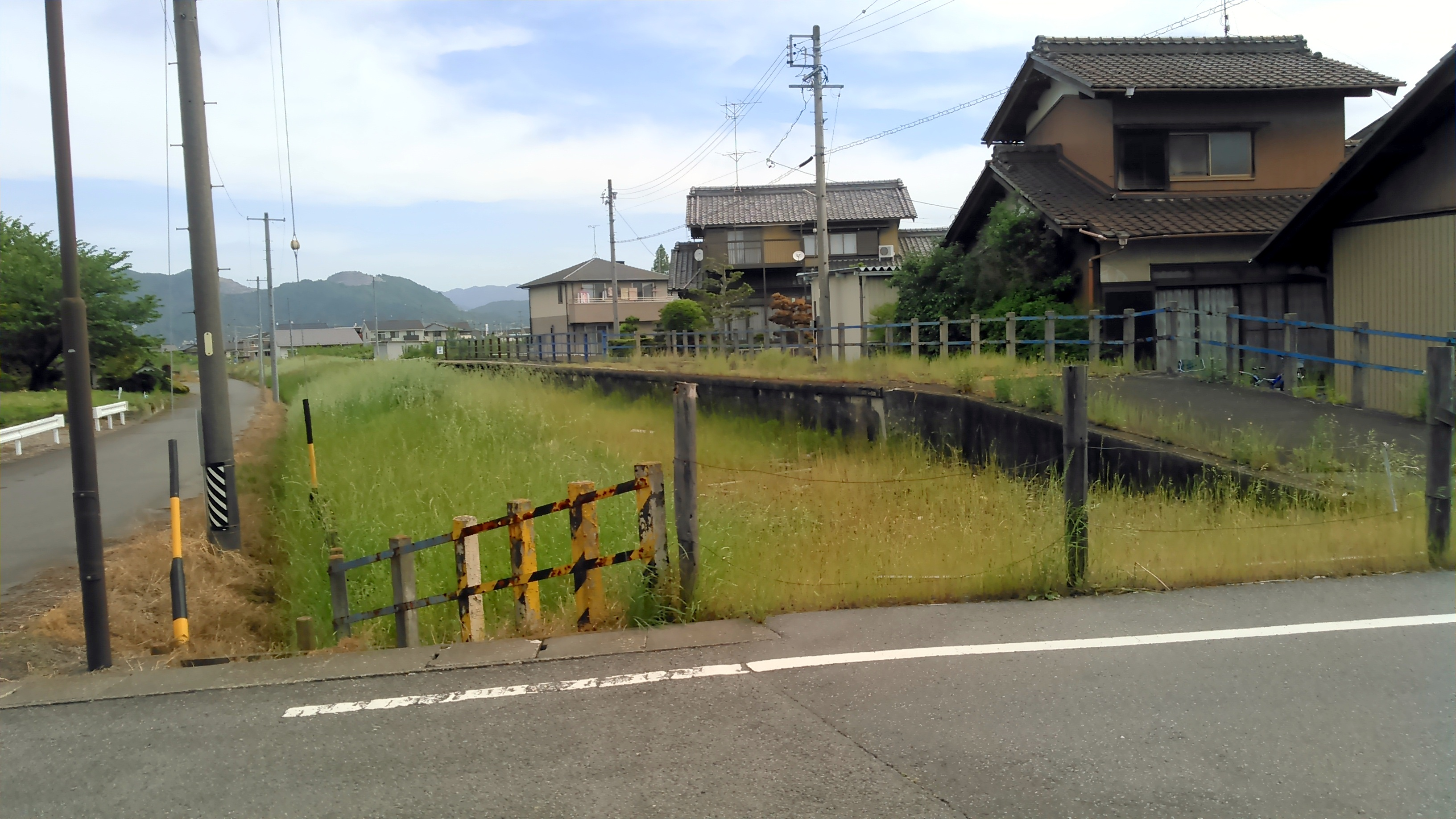
ホーム跡（2017年5月）
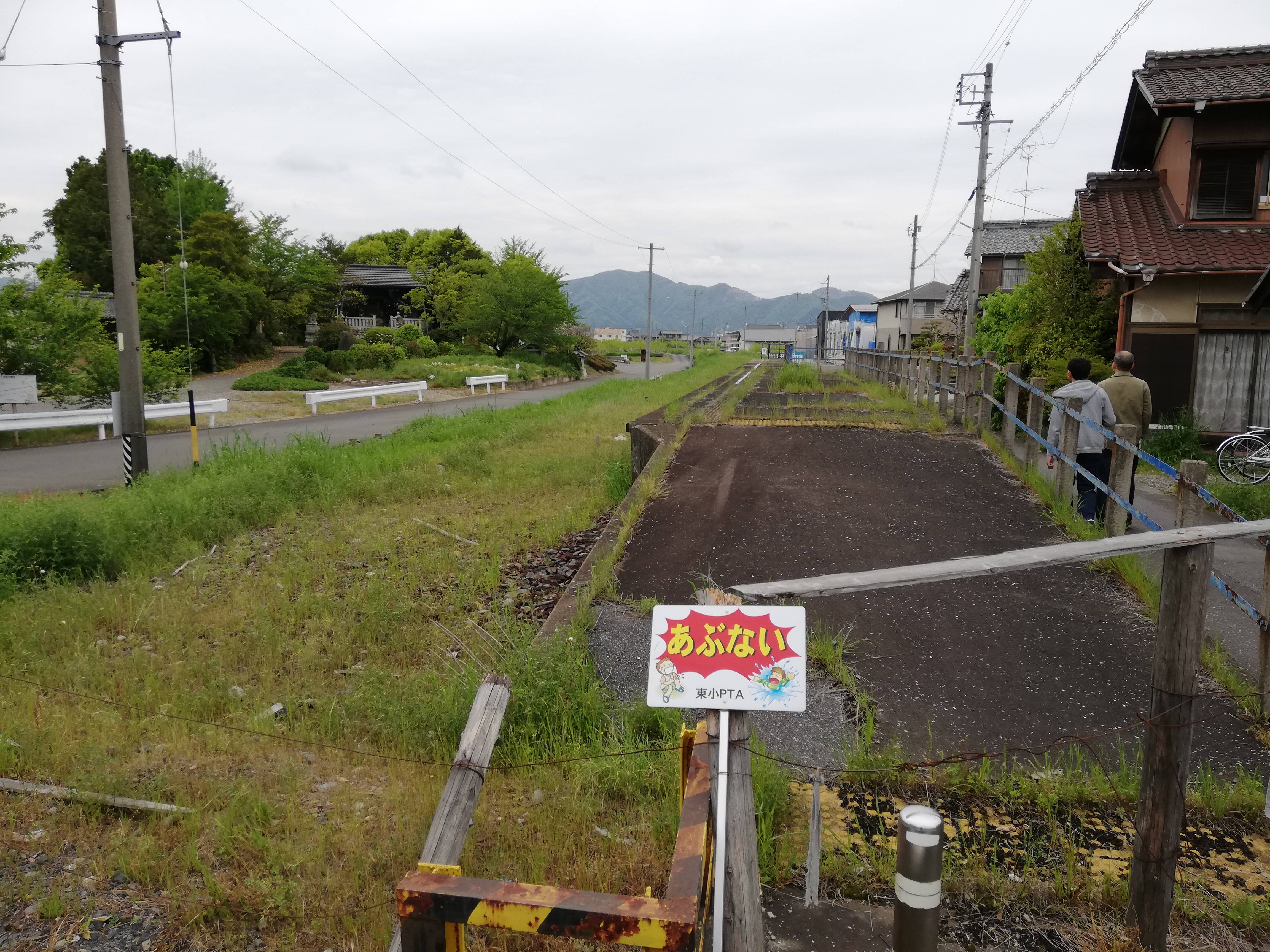
ホーム跡（2019年4月）